# Thomas Mooney
Thomas J. Mooney (Mánchester, 1824-Manhattan, 13 de septiembre de 1877) fue un sacerdote católico estadounidense y capellán militar durante la guerra de Secesión. Ordenado en 1853, su breve paso por el 69.º Regimiento de Combate de la Milicia del Estado de Nueva York fue recibido con cariño por sus soldados. Sin embargo, las travesuras que sus soldados apreciaron avergonzaron al arzobispo de Mooney debido a la cobertura mediática negativa, y Mooney pronto fue llamado de nuevo a su parroquia. Siguió involucrado en las causas irlandesas; su prematura muerte en un accidente de carruaje fue seguida por un funeral al que asistieron miles de personas.

## Primeros años de vida
Thomas J. Mooney nació en 1824 en Mánchester, Inglaterra, de padres irlandeses. Emigró a los Estados Unidos en 1840. Después de estudiar en el Seminario de San José en Fordham, fue ordenado por el arzobispo John Joseph Hughes el 28 de enero de 1853. Mooney fue designado para la Iglesia Católica Romana de Santa Brígida en Manhattan, primero como asistente, pero más tarde como pastor. En 1856, Mooney abrió una escuela parroquial para 300 niños; para 1857, se había construido un edificio escolar y 550 alumnos estaban matriculados, enseñados por las Hermanas de la Caridad y los Hermanos Cristianos. Hughes describió a Mooney como «tonto sin malicia» y «un joven constantemente imprudente que decía todas las cosas equivocadas a las personas equivocadas en el momento equivocado», pero aun así dijo que era uno de los «sacerdotes más devotos» de la Arquidiócesis de Nueva York.

## Capellanía

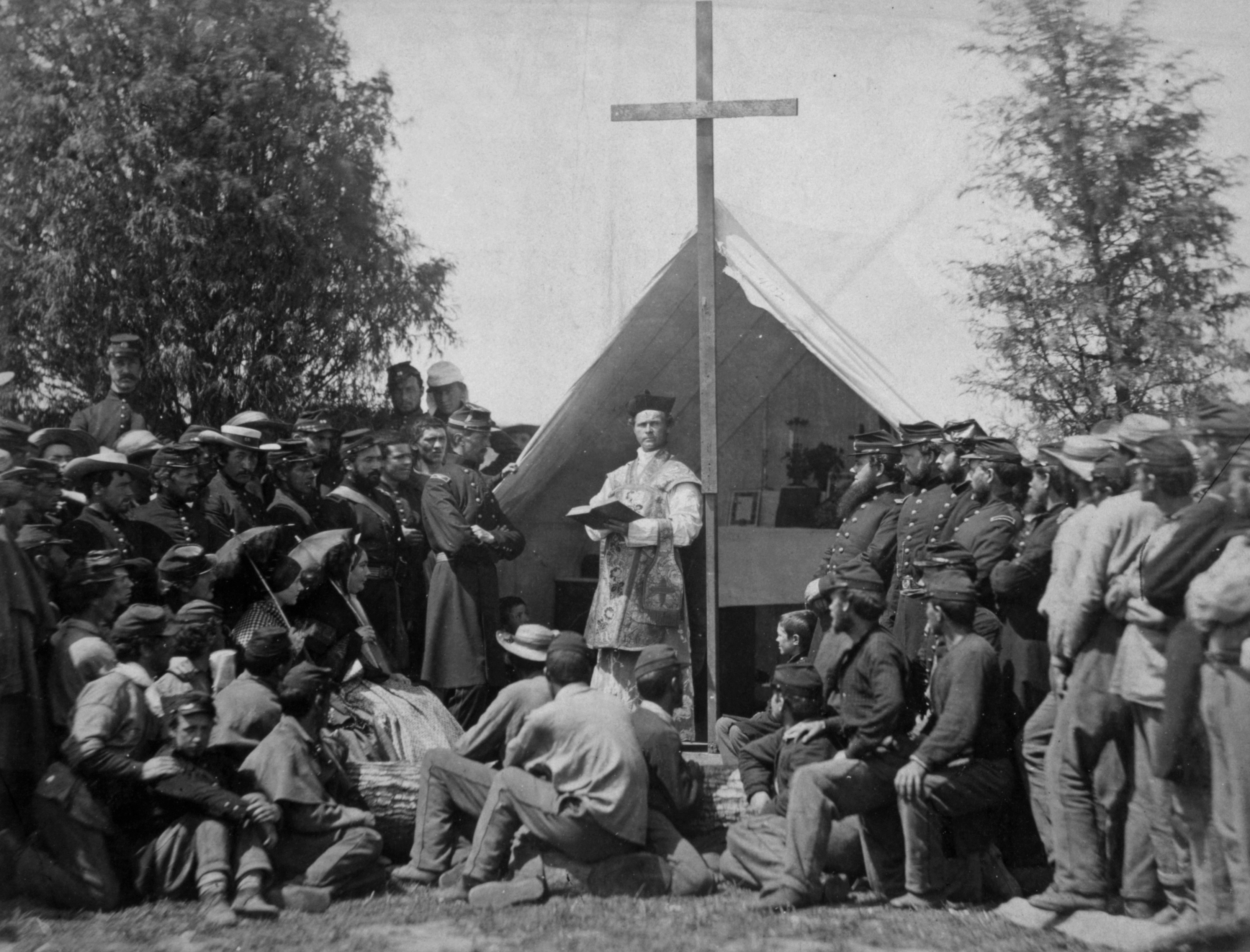
Mooney celebrando la misa para la milicia del estado de Nueva York en Fort Corcoran el 1 de junio de 1861.

Mooney se convirtió en capellán del 69.º Regimiento de Combate de la Milicia del Estado de Nueva York el 20 de abril de 1861, inicialmente solo como una asignación temporal. Mooney reunió a varios cientos de irlandeses para unirse a la unidad antes de que esta partiera de la ciudad. El regimiento partió de Nueva York en barco de vapor hacia Washington D. C. a finales de abril de 1861, con unos 1040 hombres.
Mooney ofició misa por la unidad y celebró servicios de rosario y confesión con regularidad. Patrocinó una sociedad de templanza en el regimiento. Era popular entre sus soldados, quienes disfrutaban de sus travesuras. Mooney también escribió una carta al presidente Abraham Lincoln solicitando clemencia para un soldado, James Foley, quien había sido condenado a muerte por matar a un compañero; la sentencia fue conmutada por cadena perpetua. The New York Times lo calificó como un «admirable sacerdote ejemplar» que, «si no fuera capellán, sin duda sería candidato a coronel».

El 69.º Regimiento de Combatientes cruzó el río Potomac el 4 de mayo, tras la secesión de Virginia de la Unión. La unidad construyó fortificaciones cerca de Arlington, que recibieron el nombre de Fort Corcoran. Mooney, buscando levantar la moral, se subió a un asta de bandera para desplegar una bandera Old Glory enredada y «bautizó» uno de los nuevos cañones del fuerte. El «bautismo», que tuvo lugar el 12 de junio, estuvo acompañado de un sermón que comparaba el llanto de un bebé recién nacido con el ruido del cañón, y posiblemente instó a los soldados a «agitar» a los confederados. Cuando el arzobispo Hughes se enteró del incidente, envió una carta recordando a Mooney a su parroquia, escribiendo:
Me ha decepcionado... Su inauguración de una ceremonia desconocida para la Iglesia, a saber, la bendición de un cañón, fue bastante mala, pero sus comentarios en esa ocasión son infinitamente peores. Dadas las circunstancias, y por otras razones, deseo que regrese, dentro de los tres días siguientes a la recepción de esta carta, a sus deberes pastorales en Santa Brígida. [...] Tiene bastante que hacer en casa con su ministerio, ya sea en casa o en el extranjero; espero que se comporte en todo con la seriedad y el decoro propios de un sacerdote católico que tiene a su cargo el cura animarum (cuidado de almas)»
Los soldados de la unidad querían que Mooney se quedara, pero el capellán fue reemplazado por un sacerdote jesuita, Bernard O'Reilly. Las acciones de Mooney habían sido reportadas desfavorablemente en periódicos protestantes y seculares, avergonzando a Hughes.
Mooney regresó a Nueva York el 10 de julio de 1861, donde fue recibido por miles de personas, con campanas, cañones y cánticos. La partida de Mooney de la unidad no disminuyó su dedicación pastoral; tras la primera batalla de Bull Run, en la que murieron 38 miembros del 69.º Regimiento de Combate, Mooney celebró una misa de réquiem; Se interpretó la versión de Mozart de la misa. Cuando los soldados regresaron tras 90 días de alistamiento, se unió a ellos en un desfile de celebración. Fue descrito como «una de las escenas más animadas jamás vividas en Tompkins Square».

## Vida posmilitar
Durante los disturbios por el reclutamiento en la ciudad de Nueva York (los Draft Riots) de julio de 1863, Mooney organizó un grupo vecinal para contrarrestar el envío de tropas federales a Nueva York. Mooney tuvo una presencia destacada en todos los actos de la Brigada Irlandesa y era muy querido por los hombres que sobrevivieron para recordarlo. En 1874, Mooney presidió la boda de Minnie, la hija de William Tecumseh Sherman.
Mientras conducía por la Quinta Avenida el 11 de septiembre de 1877, Mooney salió despedido de su carruaje tras una colisión. Las fuentes informan que chocó contra un bulto de piedra o contra una excavación de aguas residuales sin señalizar ni iluminar. Se fracturó una costilla, se rompió la clavícula y se golpeó la cabeza. Tras comenzar a recuperarse, su estado empeoró y falleció dos días después del accidente, el 13 de septiembre de 1877. Seis obispos, 400 sacerdotes y otras 10 000 personas asistieron al funeral, que se celebró en la iglesia de Santa Brígida y en las calles. Fue enterrado en el cementerio del Calvario de Queens.